# Георгі Чиликов
Георгі Чиликов (болг. Георги Чиликов, нар. 23 серпня 1978, Бургас) — болгарський футболіст, що грав на позиції нападника. По завершенні ігрової кар'єри — тренер. З 2019 року входить до тренерського штабу клубу «Бероє».
Виступав, зокрема, за клуб «Левскі», а також національну збірну Болгарії.
Чемпіон Болгарії. Триразовий володар Кубка Болгарії. 

## Клубна кар'єра
У дорослому футболі дебютував 1995 року виступами за команду «Чорноморця» з рідного Бургаса, в якій провів три сезони, взявши участь у 56 матчах чемпіонату. 
Протягом 1999—2001 років захищав кольори іншого місцевого клубу, «Нефтохіміка».
Своєю грою за останню команду привернув увагу представників тренерського штабу клубу «Левскі», до складу якого приєднався 2001 року. Відіграв за команду з Софії наступні чотири сезони своєї ігрової кар'єри. Більшість часу, проведеного у складі «Левскі», був основним гравцем атакувальної ланки команди. У складі «Левскі» був одним з головних бомбардирів команди, маючи середню результативність на рівні 0,57 голу за гру першості, а в сезоні 2002/03 із 23 забитими голами ставав найкращим бомбардиром болгарської футбольної першості. У складі «Левскі» виборов титул чемпіона Болгарії, тричі ставав володарем Кубка Болгарії.
2005 року перейшов до португальського «Насьонала», в якому, утім, не зміг продемонструвати такий же рівень результативності і за два роки повернувся на батьківщину, де був орендований софійським ЦСКА.
Згодом з 2008 по 2010 рік грав у Китаї за «Далянь Шиде», у Казахстані за «Тобол» (Костанай), а також на батьківщині за рідний «Чорноморець» (Бургас).
Завершив професійну ігрову кар'єру 2010 року у пловдивському «Локомотиві».

## Виступи за збірну
2002 року дебютував в офіційних матчах у складі національної збірної Болгарії. Протягом кар'єри у національній команді, яка тривала 6 років, провів у формі головної команди країни лише 7 матчів, забивши 1 гол.
У складі збірної їздив на чемпіонат Європи 2004 року у Португалії, де, утім, залишався гравцем резерву і на поле не виходив.

## Кар'єра тренера
Розпочав тренерську кар'єру невдовзі по завершенні кар'єри гравця, 2011 року, увійшовши до тренерського штабу рідного клубу «Чорноморець» (Бургас), де пропрацював з 2011 по 2014 рік як асистент Димитара Димитрова.
Надалі допомагав Димитрову у тренерських штабах пловдивського «Ботева» та «Лудогорця», а 2017 року отримав перший досвід самостійної тренерської роботи, очолюючи команду друголігового клубу «Обориште».
2019 року став асистентом Димитара Димитрова у тренерському штабі команди «Бероє».

## Титули і досягнення
- Чемпіон Болгарії (1):

«Левскі»: 2001-02
- Володар Кубка Болгарії (3):

«Левскі»: 2001-02, 2002-03, 2004-05
- Найкращий бомбардир Чемпіонату Болгарії (1):

«Левскі»: 2002-03